# Catherine Ward
Pour les articles homonymes, voir Ward.
Catherine Ward (née le 27 février 1987 à Montréal au Canada) est une joueuse canadienne de hockey sur glace.

## Carrière  en club

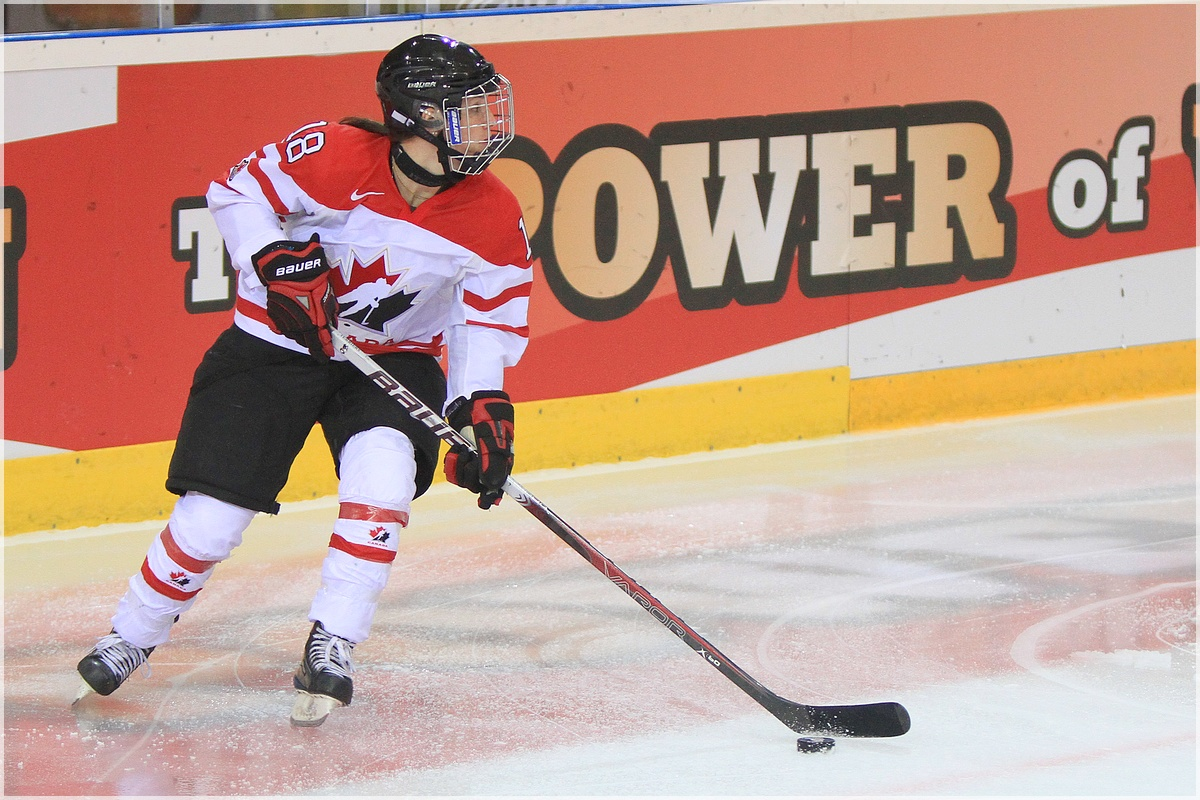
Catherine Ward lors du championnat mondial féminin 2011 de l’IIHF.

### Collégial
En 2004, Ward joue pour les Blues du Collège Dawson dans la Ligue de hockey féminin collégial AA. Elle est nommée dans la première équipe d'étoiles de la ligue durant ses deux saisons collégiales  de 2004-05 et de 2005-06. Ward est élue la joueuse de la saison 2005-06 dans la Ligue de hockey féminin collégial AA. De plus elle gagne une médaille d'argent avec l'équipe du Québec aux Jeux du Canada de 2003 et de 2005. .

### SIC
L'année scolaire suivante, en 2006-07 Ward est inscrite comme étudiante de l'Université McGill et débute avec les Martlets de McGill. Avec sa nouvelle équipe, Ward établit un record de la ligue universitaire pour le nombre de points obtenus par une défenseur. En 2007-08, elle devient la première joueuse des Martlets à se voir décerner le titre de recrue de l’année SIC depuis la création de ce prix en 2000-2001. Elle établit de nouveaux records pour le nombre de buts, d’aides et de points comme recrue, finissant deuxième parmi les défenseures du championnat universitaire  avec 22 points, malgré avoir joué seulement 16 matchs. Elle est nommée trois fois meilleure joueuse défenseur du championnat universitaire canadien. En 2009, elle remporte le titre de la joueuse par excellence du championnat féminin canadien,.

### NCAA
Elle joue une seule saison (en 2010-11) dans la NCAA avec les Terriers de l’université de Boston. Durant cette saison avec les Terriers, elle reçoit de nombreuses nominations dont, pour le trophée Patty Kazmaier, et pour la deuxième équipe d'étoiles All-Americain, pour l’équipe d'étoiles NCAA Frozen Four All-Tournament et pour la sélection des étoiles du New England Women’s Division I NCAA. Ne se plaisant pas aux États-Unis (éloignement avec sa famille) Ward décide de rentrer au Québec après la fin de l'année scolaire.

### LCHF
Lors de la saison 2011-12, elle joue pour les Stars de Montréal dans la Ligue canadienne de hockey féminin. Son jeu défensif aide les Stars à conquérir le championnat de la ligue et la Coupe Clarkson. À la fin de la saison, Ward a accumulé 29 mentions d'assistance et marqué 2 buts pour un total de 31 points en 29 matchs. Elle est au 11e rang de la ligue quoi qu'évoluant au poste de défenseure.

## Carrière internationale
De 2006 à 2009, Catherine Ward joue plusieurs matchs pour l'équipe nationale canadienne des moins de 22 ans. Lors du tournoi de la Coupe Air Canada 2007, elle remporte l'or. Dans cette compétition, elle marque un but et récolte deux mentions d'assistance en quatre matchs.  Elle remporte également une médaille d'argent à la Coupe des nations 2009 tenue à Ravensburg, en Allemagne,
Avec l'équipe nationale sénior du canada, elle est vice-championne du monde en 2009 avant d'obtenir la médaille d'or olympique aux Jeux olympiques d'hiver de 2010 à Vancouver. En 2011, elle contribue aux succès de l'équipe canadienne pour une médaille d'argent aux championnats mondiaux et au tournoi de la Coupe des quatre nations. Elle obtient la médaille d'or olympique aux Jeux olympiques d'hiver de 2014 à Sotchi.

## Honneurs et distinctions individuelles
- Championne de la Coupe Clarkson 2012
- Championne de saison régulière dans la LCHF (2011-12)
- Médaillé d'argent aux Championnats du Monde de 2011
- Médaillé d'or aux Jeux olympiques de Vancouver 2010
- Membre de l'équipe d'étoiles des séries éliminatoires du SIC pendant plus de 4 années (2006-07, 2007-08, 2008-09, 2009-10)
- Joueuse par excellence du championnat universitaire Canadien 2008-09
- Membre de la première équipe d'étoiles du championnat universitaire canadien pendant 3 saisons consécutives (2007-08, 2008-09, 2009-10)
- Recrue de l'année au hockey féminin universitaire (SIC) 2007-08